# UnOrdinary
 (décembre 2024).
UnOrdinary est un webtoon de super-héros écrit et illustré par l'artiste américaine Chelsey Han, plus connue sous le nom de « uru-chan » (écrit uniquement avec des lettres minuscules). Il a été initialement publié en série sur Tapas de novembre 2015 à janvier 2016, et est dorénavant publié chaque semaine sur la plateforme Webtoon depuis mai 2016, avec ses chapitres rassemblés en deux volumes depuis juillet 2024. L'histoire suit un lycéen nommé John Doe qui navigue dans un monde rempli de personnes dotées de super pouvoirs. Le récit se concentre sur la façon dont une société fondée sur la force pure affecte ceux qui se trouvent en bas de la hiérarchie sociale, ainsi que sur la brutalité des institutions utilisées pour faire respecter cette organisation,,,.
Aux Ringo Awards, unOrdinary a remporté trois prix dans la catégorie « Fan Favorite Villain » en 2017, 2018 et 2020,,. Il a également reçu une nomination dans la catégorie « Meilleur Webcomic » en 2017.